# 长江客轮
长江客轮是航行于中国长江水道客运轮船的总称，停经的重要码头有（由上游至下游）重庆、武汉、岳阳、九江、池州、芜湖、南京、镇江、上海。在现代交通工具出现之前（如汽车、火车、飞机），乘坐长江客轮是长江流域地区最重要的出行方式，也是中国客运地位最高的交通工具，其运输能力远远超过当时的陆路交通工具——马车。